# Agrilus limoniastri
Agrilus limoniastri é uma espécie de inseto do género Agrilus, família Buprestidae, ordem Coleoptera.
Foi descrita cientificamente por Bedel, 1886.